# Ibi Trier Mørch

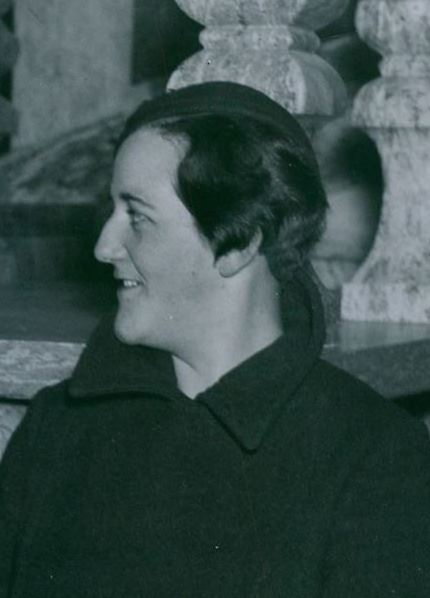
Ibi Trier Mørch

Ibi Trier Mørch, eigentlich Elisabeth Trier Mørch (* 1. August 1910 in Slagelse; † 8. August 1980 in Kopenhagen) war eine dänische Architektin, Designerin und Silberschmiedin.

## Leben
Sie war die Tochter der Malerin und Möbeldesignerin Gudrun Trier (1877–1956) und des Krankenhausverwalters Ejvind Mørch (1873–1962) und wuchs als zweitjüngstes von acht Kindern auf. Ibi Trier Mørch studierte Architektur an der Königlich Dänischen Kunstakademie in Kopenhagen und machte 1944 ihren Abschluss. Während des Studiums verdiente sie sich den Lebensunterhalt in Planungsbüros, unter anderem in Schweden in den Jahren zwischen 1937 und 1940. Im Studium knüpfte sie Freundschaften u. a. zu Bent Salicath, Grethe Meyer und Erik Herløw. Sie richtete einen Kindergarten an der Hochschule ein, damit sie und andere Studentinnen ihre Kinder betreuen lassen konnten. Sie war in der Studentenvereinigung aktiv.
Für das Designstudio Herløw arbeitete sie einige Jahre lang als Angestellte sowie als freie Mitarbeiterin. Im Laufe der Jahre wurden ihr mehrere Festanstellungen als Designerin in Unternehmen und Institutionen angeboten, die sie jedoch zu Gunsten der freiberuflichen Tätigkeit ablehnte. Sie spielte eine führende Rolle bei der Gründung der Gesellschaft für Industriedesign (Selskabet for Industriel Formgivning) und des Nationalen Verbands des dänischen Handwerks. Von 1951 bis 1953 unterrichtete sie am Goldsmiths College und von 1956 bis 1964 an Fachbereich für Industriedesign der Kunstakademie.
Ibi Trier Mørch war die Partnerin von Florian Martensen-Larsen. Sie wollte sich nicht in einer Ehe binden. Ihre beiden Kinder wollte sie allein aufziehen. Dies brachte sie in Konflikt mit den Behörden, die sie jahrelang bedrängten und bedrohten, um Informationen über die Vaterschaft zu erhalten. Der Richter des Bezirksgerichts sprach dann letztendlich eine symbolische Geldstrafe von 50 DKK aus.
In zwei Filmen wirkte Ibi Trier Mørch mit: In Narko – en film om kærlighed (Narko – ein Film über die Liebe, 1971) spielte sie die Pensionswirtin und in Præsten i Vejlby – 1972 (Der Pfarrer in Vejlby – 1972, 1972) die Else.
In ihrem Landhaus Tre Løver auf Tuse næs traf sich das Arbeitskollektiv Røde Mor, dessen Seele sie war und zu denen auch ihre Kinder, die Schriftstellerin und Grafikerin Dea Trier Mørch und der Architekt und Fotograf Andreas Trier Mørch gehörten.

## Werk
Ihre Tätigkeit begann sie bei der Silberfabrik Anton Michelsen, für die sie in den Jahren 1949 bis 1952 Entwürfe für Silberwaren fertigte. Der sechsarmige Kerzenleuchter Bølgeslag (1950) – auf Deutsch Wellenschlag – wurde besonders populär. Für ihre silbernen Kochtöpfe mit Elfenbeingriffen (1951) erhielt sie 1960 auf der Triennale in Mailand eine Goldmedaille. Das Museum of Modern Art in New York erwarb 1955 Töpfe für die eigene Sammlung. Sie fertigte auch Teekannen sowie Tee- und Zigarettendosen. Später entwickelte sie mit Grethe Meyer die Gläserserie Stub & Stamme für Kastrup Glasværk (1959). Hierbei handelte es sich um stapelbare Gläser mit kurzen Stilen. Sie nahm an vielen Wettbewerben teil und erhielt oft Preise und Ankäufe für Beleuchtungs-, Textilien- und Porzellanentwürfe gewann.
Ibi Trier Mørch war eine erfolgreiche Ausstellungsplanerin. Die Ausstellungen Danish Silver (Stockholm 1964), Contemporary Scandinavian Jewellery (Göteborg und New York 1964), Danish Utility Art (Moskau 1970), Das Ei (Museum für Kunst und Industrie, 1967) sowie eine Reihe von Ausstellungen im Maison du Danemark in Paris zu den Themen Danish Jewellery Today, Bookbinding Art in Denmark und H.C. Andersen und Frankreich sind besonders zu nennen.
Ibi Trier Mørch war auch als Autorin tätig. Sie publizierte in den Zeitschriften Dansk Kunsthaandværk und Swedish Form. Im Jahr 1972 veröffentlichte sie das Buch Senge, eine Kulturgeschichte der Betten.

## Werke (Auswahl)
- ohne Jahr Silberner Teekessel mit Griff[6]
- ohne Jahr Rauchset, Silber[7]
- 1949–1952 Silbervase[8]
- 1950 Kerzenständer Bølgeslag/Welle[9]
- 1953 Bonboniere, Silber[10]
- 1955 Serving Pot[11]
- 1956 Armband aus Silber, Ebenholz, Elfenbein und Türkis[12]
- 1958 Glasserie Stub, mit Grethe Meyer[13][14]
- 1965 Kochtopf aus Sterlingsilber mit Griff aus Knochen[15]

## Veröffentlichungen (Auswahl)
- Senge. (auf Deutsch: Betten) Verlag Rhodos, Humlebæk 1972, ISBN 978-87-7496-273-1[16]

## Mitgliedschaften
- Selskabet for Industriel Formgivning (Gesellschaft für Industriedesign)[1]
- Kunstakademiet (Kunstakademie)[1]
- Guldsmedehøjskolen (Goldschmiedeschule)[1]